# نادي العدالة موسم 2017–18
نادي العدالة موسم 2017–18 هو الموسم الرابع والثلاثين في تاريخ نادي العدالة، وشارك فيه بدوري الدرجة الثانية للمرة الثالثة عشر في تاريخه. صعد العدالة إلى دوري الأمير محمد بن سلمان 2017–18 بعد لعب 18 مباراة حصد خلالها 31 نقطة كانت كافية للصعود.

## نظرة عامّة
| المنافسة                    | أول مباراة                 | آخر مباراة        | الدور الافتتاحي | المركز النهائي | السجل | السجل | السجل | السجل | السجل | السجل | السجل | السجل   |
| المنافسة                    | أول مباراة                 | آخر مباراة        | الدور الافتتاحي | المركز النهائي | لعب   | ف     | ت     | خ     | له    | عليه  | ف.أ.  | الفوز % |
| --------------------------- | -------------------------- | ----------------- | --------------- | -------------- | ----- | ----- | ----- | ----- | ----- | ----- | ----- | ------- |
| دوري الدرجة الثانية السعودي | 19 تشرين الأول/أكتوبر 2017 | 02 آذار/مارس 2018 | الجولة الأولى   | المركز الثالث  | 18    | 9     | 3     | 6     | 26    | 27    | −1    | 050٫00  |
| كأس الملك                   | –                          | –                 | –               | –              | 0     | 0     | 0     | 0     | 0     | 0     | +0    | —       |
| المجموع                     | المجموع                    | المجموع           | المجموع         | المجموع        | 18    | 9     | 3     | 6     | 26    | 27    | −1    | 050٫00  |

المصدر: المنافسات

### حصيلة النتائج
| الفريق ╲ الجولة | 1 | 2 | 3 | 4 | 5 | 6 | 7 | 8 | 9 | 10 | 11 | 12 | 13 | 14 | 15 | 16 | 17 | 18 |
| --------------- | - | - | - | - | - | - | - | - | - | -- | -- | -- | -- | -- | -- | -- | -- | -- |
| العدالة         | D | D | D | W | W | L | W | W | W | W  | W  | L  | L  | W  | L  | W  | L  | L  |

### ملخص النتائج
| شامل | شامل | شامل | شامل | شامل | شامل | شامل | شامل | على أرضه | على أرضه | على أرضه | على أرضه | على أرضه | على أرضه | خارج أرضه | خارج أرضه | خارج أرضه | خارج أرضه | خارج أرضه | خارج أرضه |
| لعب  | ف    | ت    | خ    | أ.ل  | أ.ع  | ف.أ  | ن    | ف        | ت        | خ        | أ.ل      | أ.ع      | ف.أ      | ف         | ت         | خ         | أ.ل       | أ.ع       | ف.أ       |
| ---- | ---- | ---- | ---- | ---- | ---- | ---- | ---- | -------- | -------- | -------- | -------- | -------- | -------- | --------- | --------- | --------- | --------- | --------- | --------- |
| 18   | 9    | 3    | 6    | 26   | 27   | −1   | 30   | 5        | 1        | 3        | 10       | 9        | +1       | 4         | 2         | 3         | 16        | 18        | −2        |

## الدوري

### معلومات عامة
النصف الأول
بدأ العدالة نصف موسمهِ الأول بشكل سيئ نوعًا ما، حيثُ تعادل في الجولة الافتتاحيّة على أرضية ملعبه أمام نادي الأخدود بهدفينِ في كلّ شبكة، ثم سافر في الجولة الثانية صوب محافظة الجبيل حيث واجه هناك نادي الجبيل وعاد منه بنقطة ثمينة بعدما فرض عليهِ تعادلًا إيجابيًا بهدفٍ لمثله. انتقل بعدها النادي الأحسائي إلى العاصمة السعودية الرياض حيثُ قابل هناك نادي الدرعية وفرض عليه هو الآخر تعادلًا إيجابيًا بهدفٍ لمثله عائدًا للديار بنقطة هي الثالثة من ثلاث مبارياتٍ لعبها الفريق في الدوري.
انتفض العدالة الأخيرة فحقّق أول فوزٍ له في الدوري في الجولة الرابعة على حسابِ نادي الجبلين في الأحساء بهدف نظيف، ثمّ عاود الكرة حينما تغلّب في الجولة الخامسة على نادي الأنصار في المدينة المنورة بثلاثة أهداف مقابل هدفين، قبل أن يسقط لأول مرةٍ في الدوري في الجولة السادسة أمام نادي حطين في ملعب الأمير عبد الله بن جلوي.
سُرعان ما عاد العدالة لسكّة الانتصارات حينما فاز على نادي الرياض في معقله بثلاثة أهداف مقابل واحد، وفاز كذلك على نادي البدائع بهدفٍ نظيفٍ في الجولة الثامنة في المباراة التي لُعبت على أرضية ملعب الأمير عبد الله بن جلوي في الثامن من كانون الأول/ديسمبر 2017. واصل العدالة انتفاضته حينما فاز بصعوبةٍ كبيرةٍ في الجولة التاسعة على نادي أبها في أبها بثلاثة أهداف مقابل اثنين مُحقّقًا بذلك انتصاره الثالث على التوالي والخامس من آخر ستّ مباريات خاضها في الدوري.
من أصلِ تسع جولاتٍ لعبها النادي الأحسائي، تمكّن من تحقيق الفوزِ في خمس مناسباتٍ بينما تعادل في ثلاث وخسر واحدة جامعًا بذلك ثمانية عشر نقطة من أصل ثلاثين ممكنة ومُزاحمًا فرق الصدارة على المراكز المؤهّلة لدوري الدرجة الأولى.
النصف الثاني
استكمل العدالة ما بدأهُ في النصف الأول من الموسم فنجحَ في الجولة العاشرة في تخطّي عقبة نادي الأخدود حينما فاز عليهِ في عقر داره بهدفين مقابل واحد عائدًا للأحساء بالعلامة الكاملة، ثمّ واصل سلسلة نتائجه الإيجابيّة جدًا حينما فاز في الجولة الحادية عشر على حسابِ نادي الجبيل بهدف نظيف في ملعب الأمير عبد الله بن جلوي. توقّفت سلسلة انتصارات الفريق الأحسائي في الجولة الثانية عشر حينما سقط على أرضية ملعبه أمام نادي الدرعية بهدفين مقابل واحد.
أثرت خسارةُ الجولة الماضية على أداء الفريق ومعنوياته فتكبّد خسارةً هي الثانية على التوالي وذلك في الجولة الثالثة عشر أمام نادي الجبلين في حائل، ثمّ استفاق حينما هزم الأنصار في الأحساء بهدفٍ نظيفٍ في الثاني من شباط/فبراير 2018 لحسابِ مباريات الجولة الرابعة عشر، قبل أن يعود للتعثر مجددًا في الجولة الموالية حينما تعرض لخسارة مذلة في جازان أمام نادي حطين بستّة أهداف كاملة مقابل واحد.
تميّز أداء العدالة بالتذبذب في آخر جولات الدوري، فعلى الرغم من الخسارة القاسية أمام حطين إلّا أن النادي الأحسائي تجاوزها بسرعة حينما تغلب ولو بصعوبةٍ في الجولة المواليّة على نادي الرياض بهدف نظيف، ثم سقط بشكل مفاجئ في الجولة السابعة عشر أمام نادي البدائع في ملعب نادي البكيرية وهو ما أثر على حظوظهِ بشكل كبير في حسمِ الدوري لصالحه، ثمّ انتهت الأمور بشكل رسميّ حينما خسر الجولة الأخيرة في الدوري أمام نادي أبها (1 – 2) في الأحساء.
ضيّع العدالة لقب الدوري في النصف الثاني من موسمه الذي تميّز فيه بالنتائج المتقلّبة، فمن أصل تسع جولات لعبها النادي، تمكّن من الفوز في أربع مبارياتٍ بينما خسر خمسة ولم يتعادل في أيّ مناسبة وهو ما جعله يجمعُ 12 نقطة فقط مقارنة بالثمانية عشر نقطة التي كان قد جمعها في النصف الأول من الموسم.

### قائمة المباريات
جدول الترتيب
حلَّ نادي العدالة في المركز الثالث (ضمن المجموعة أ) وهو مركزٌ غير مؤهل لدوري الدرجة الثانيّة. جمع النادي في 18 مقابلة خاضها 30 نقطة وذلك بعدما فازَ في تسع مبارياتٍ وتعادل في ثلاثة بينما خسر ستّة. سجَّل العدالة في مجموعِ اللقاءات التي لعبها 26 هدفًا (بمعدل 1.44 في كل مباراة) بينما تلقى 27 هدفًا (بمعدل هدف ونصف في كلّ مباراة). العدالة جاء خلفَ الأنصار الذي حلَّ في المركز الثاني – وهو مركزٌ يؤهّل صاحبه لدوري الدرجة الأولى – برصيدِ 35 نقطة بفارق خمس نقاطٍ كاملةٍ عن النادي الأحسائي.
| م  | الفريق           | لعب | ف  | ت | خ | أ.له | أ.ع | أ.ف | نقاط | الصعود، التأهل أو الهبوط                                      |
| -- | ---------------- | --- | -- | - | - | ---- | --- | --- | ---- | ------------------------------------------------------------- |
| 1  | نادي الجبلين (P) | 18  | 11 | 3 | 4 | 24   | 11  | +13 | 36   | ترقى إلى دوري الأمير محمد بن سلمان 2017–18 و تأهل إلى النهائي |
| 2  | نادي الأنصار (P) | 18  | 11 | 2 | 5 | 26   | 15  | +11 | 35   | ترقى إلى دوري الأمير محمد بن سلمان 2017–18                    |
| 3  | نادي العدالة (P) | 18  | 9  | 3 | 6 | 26   | 27  | −1  | 30   | ترقى إلى دوري الأمير محمد بن سلمان 2017–18                    |
| 4  | نادي أبها (O, P) | 18  | 7  | 6 | 5 | 20   | 22  | −2  | 27   | تأهل إلى دوري الأمير محمد بن سلمان 2017–18                    |
| 5  | نادي حطين        | 18  | 7  | 5 | 6 | 36   | 25  | +11 | 26   |                                                               |
| 6  | نادي الخلود      | 18  | 6  | 7 | 5 | 18   | 16  | +2  | 25   |                                                               |
| 7  | نادي الجبيل      | 18  | 5  | 4 | 9 | 19   | 20  | −1  | 19   |                                                               |
| 8  | نادي الرياض      | 18  | 4  | 5 | 9 | 16   | 25  | −9  | 17   |                                                               |
| 9  | نادي البدائع (R) | 18  | 3  | 7 | 8 | 16   | 27  | −11 | 16   | تأهل إلى مباريات الهبوط                                       |
| 10 | نادي الدرعية (O) | 18  | 3  | 6 | 9 | 18   | 31  | −13 | 15   | تأهل إلى مباريات الهبوط                                       |

قائمة المباريات
هذه قائمةٌ بمباريات نادي العدالة في دوري الدرجة الثانية السعودي موسم 2017–18:
| 19 أكتوبر 2017 1 | العدالة | 2 – 2 | الأخدود | الأحساء                              |
| 17:00            |         |       |         | الملعب: ملعب الأمير عبد الله بن جلوي |

| 27 أكتوبر 2017 2 | الجبيل | 1 – 1 | العدالة | الجبيل                                 |
| 13:00            |        |       |         | الملعب: ملعب الأمير نايف بن عبد العزيز |

| 04 نوفمبر 2017 3 | الدرعية | 1 – 1 | العدالة | الرياض                        |
| 18:00            |         |       |         | الملعب: ملعب جامعة الملك سعود |

| 10 نوفمبر 2017 4 | العدالة | 1 – 0 | الجبلين | الأحساء                              |
| 16:00            |         |       |         | الملعب: ملعب الأمير عبد الله بن جلوي |

| 18 نوفمبر 2017 5 | الأنصار | 2 – 3 | العدالة | المدينة المنورة                                  |
| 15:30            |         |       |         | الملعب: مدينة الأمير محمد بن عبد العزيز الرياضية |

| 23 نوفمبر 2017 6 | العدالة | 1 – 3 | حطين | الأحساء                              |
| 17:00            |         |       |      | الملعب: ملعب الأمير عبد الله بن جلوي |

| 01 ديسمبر 2017 7 | الرياض | 1 – 3 | العدالة | الأحساء                              |
| 19:00            |        |       |         | الملعب: ملعب الأمير عبد الله بن جلوي |

| 08 ديسمبر 2017 8 | العدالة | 1 – 0 | البدائع | الأحساء                              |
| 16:25            |         |       |         | الملعب: ملعب الأمير عبد الله بن جلوي |

| 15 ديسمبر 2017 9 | أبها | 2 – 3 | العدالة | أبها                             |
| 13:00            |      |       |         | الملعب: ملعب سلطان بن عبد العزيز |

| 22 ديسمبر 2017 10 | الأخدود | 1 – 2 | العدالة | نجران                     |
| 16:00             |         |       |         | الملعب: ملعب نادي الأخدود |

| 28 ديسمبر 2017 11 | العدالة | 1 – 0 | الجبيل | الأحساء                              |
| 14:00             |         |       |        | الملعب: ملعب الأمير عبد الله بن جلوي |

| 19 يناير 2018 12 | العدالة | 1 – 2 | الدرعية | الأحساء                              |
| 16:00            |         |       |         | الملعب: ملعب الأمير عبد الله بن جلوي |

| 26 يناير 2018 13 | الجبلين | 1 – 0 | العدالة | حائل                                    |
| 15:00            |         |       |         | الملعب: ملعب الأمير عبد العزيز بن مساعد |

| 02 فبراير 2018 14 | العدالة | 1 – 0 | الأنصار | الأحساء                              |
| 15:00             |         |       |         | الملعب: ملعب الأمير عبد الله بن جلوي |

| 09 فبراير 2018 15 | حطين | 6 – 1 | العدالة | جازان                             |
| 15:30             |      |       |         | الملعب: مدينة الملك فيصل الرياضية |

| 16 فبراير 2018 16 | العدالة | 1 – 0 | الرياض | الأحساء                              |
| 17:00             |         |       |        | الملعب: ملعب الأمير عبد الله بن جلوي |

| 23 فبراير 2018 17 | البدائع | 3 – 2 | العدالة | القصيم                     |
| 18:00             |         |       |         | الملعب: ملعب نادي البكيرية |

| 02 مارس 2018 18 | العدالة | 1 – 2 | أبها | الأحساء                              |
| 16:40           |         |       |      | الملعب: ملعب الأمير عبد الله بن جلوي |

### إحصائيات
- سجّل العدالة 26 هدفًا (بمعدل 1.44 في كلّ مباراة) بينما تلقّت شباكه 27 هدفًا (بمعدل 1.5 في كل مباراة).
  - سجّل العدالة 10 أهدافٍ في المباريات التي خاضها على أرضيّة ملعبه بينما تلقَّى 9 أهداف.
  - سجّل العدالة 16 هدفًا خارج دياره وتلقَّى في مقابل ذلك 18 هدفًا.
- خسر العدالة مبارتين على التوالي في مناسبتين: الأولى في الجولتين الثانية عشر والثالثة عشر، والثانية في الجولتين السابعة عشر والثامنة عشر.
  - حقَّقَ العدالة خمس انتصاراتٍ على التوالي وذلك من الجولة السابعة حتى الجولة الحادية عشر.
- أكبر انتصارٍ حقّقه نادي العدالة في الموسم الكرويّ 2017–18 كان خارج ميدانهِ على حسابِ نادي الرياض بثلاثة أهداف مقابل واحد في الجولة السابعة.
  - أكبر خسارةٍ تعرض لها النادي الأحسائي كانت في الجولة الخامسة عشر حينما سُحق في جازان أمام نادي حطين بسداسيّة مقابل هدفٍ وحيدٍ.

## كأس الملك

### معلومات عامة
بدأ نادي العدالة مشواره في كأس الملك بشكل جيدٍ حيثُ نجحَ في الدور الثاني والثلاثين في تخطّي عقبة الباطن حينما تغلّب عليه بثلاثة أهداف مقابل اثنين في المبارة التي أُقيمت في ملعب الأمير عبد الله بن جلوي بمدينة الأحساء في الثامن عشر من كانون الثاني/يناير 2017، قبل أن يَقصي في الدور الثاني (دور الـ 16) نادي الطائي وذلك بعدما هزمهُ في ذات الملعب بالأحساء بأربعة أهداف مقابل ثلاثة وذلك في الخامس والعشرين من شباط/فبراير 2017، لكنّه فشل في تخطّي الدور الثالث (دور الـ 8) وذلك بعدما وقعَ في مواجهةٍ مباشرةٍ مع نادي الفيصلي الذي فاز عليه بثلاثة أهداف مقابل اثنين في المباراةِ التي لُعبت في الواحد والثلاثين من آذار/مارس 2017 منهيًا بذلك مسيرة الفريق الأحسائي في البطولة.

### قائمة المباريات
هذه قائمة المباريات التي لعبها نادي العدالة في إطار مباريات كأس الملك:
| 18 يناير 2017 دور الـ 32 | العدالة | 3 – 2 | الباطن | الأحساء                              |
| 16:00                    |         |       |        | الملعب: ملعب الأمير عبد الله بن جلوي |

| 25 فبراير 2017 دور الـ 16 | العدالة | 4 – 3 | الطائي | الأحساء                              |
| 18:00                     |         |       |        | الملعب: ملعب الأمير عبد الله بن جلوي |

| 31 مارس 2017 دور الـ 8 | الفيصلي | 3 – 2 | العدالة | المجمعة                        |
| 15:00                  |         |       |         | الملعب: مدينة المجمعة الرياضية |

### إحصائيات
- خاض نادي العدالة ثلاث مباراياتٍ في مسابقة كأس الملك فوصل دور الثمانية بعدما أقصى الباطن في الدور الأول (دور الـ 32) ثم الطائي في الدوري الثاني (دور الـ 16) قبل أن يُقصى على يدِ الفيصلي في الدور الثالث.
  - سجّل العدالة في المبارايات الثلاث التي لعبها في إطار هذه المنافسة في تسجيلِ تسعة أهدافٍ وتلقى في المقابل سبعة أهداف.